# Sendeanlage Suchá Hora
Die Sendeanlage Suchá Hora (wörtlich „Trockener Berg“) ist eine Sendeanlage in der Slowakei westlich von Banská Bystrica, in den Kremnitzer Bergen. Sie befindet sich auf dem 1231 m n.m. hohen Skalka. Der 312 Meter hohe Sendemast in Stahlrohrbauweise dient zur Verbreitung von UKW- und Fernsehprogrammen und stellt eines der höchsten Bauwerke der Slowakei dar.

## Abgestrahlte Programme

### UKW-Hörfunk
| Frequenz [MHz] | Programm             | ERP       | RDS      |
| -------------- | -------------------- | --------- | -------- |
| 87.7           | (geplant) Rádio Vlna | 10,00 kW  | __VLNA__ |
| 90.1           | Rádio Slovensko      | 100,00 kW | _SRO_1__ |
| 97.6           | Rádio Melody         | 100,00 kW | _MELODY_ |
| 101.5          | Rádio Regina         | 100,00 kW | REGINA_S |
| 104.0          | Fun Radio            | 100,00 kW | FUNRADIO |
| 106.0          | Europa 2             | 50,00 kW  | EUROPA_2 |